# Dallas (Maine)
Dallas ist eine Plantation im Franklin County des Bundesstaates Maine in den Vereinigten Staaten. Im Jahr 2020 lebten dort 304 Einwohner in 434 Haushalten, in den Vereinigten Staaten zählen auch Ferienwohnungen zu den Haushalten, auf einer Fläche von 104,6 km².

## Geografie
Nach dem United States Census Bureau hat Dallas eine Gesamtfläche von 104,6 km², von denen 101,0 km² Land sind und 3,6 km² aus Gewässern bestehen.

### Geografische Lage
Dallas liegt zentral im Franklin County. Der South Branch of the Dead River fließt in nördliche Richtung durch das Gebiet. Er ist der Abfluss des Saddleback Lakes und mündet auf dem Gebiet der Town Eustis in den Flagstaff Lake. Im Westen liegen der Gull Pond und der Haley Pond. Die Oberfläche ist eher eben, jedoch wird sie im Süden und Osten von höheren Bergen begrenzt, zu denen auch der Saddleback Mountain gehört, dessen Ski-Gebiet auf dem Gebiet von Dallas liegt.

### Nachbargemeinden
Alle Entfernungen sind als Luftlinien zwischen den offiziellen Koordinaten der Orte aus der Volkszählung 2010 angegeben.
- Norden: North Franklin, Unorganized Territory, 12,2 km
- Osten: East Central Franklin, Unorganized Territory, 24,8 km
- Süden: Sandy River, 7,4 km
- Westen: Rangeley, 14,8 km

### Stadtgliederung
In Dallas gibt es mehrere Siedlungsgebiete: Dallas, Dead River, Enamel (ehemalige Eisenbahnstation), Eustis Junction (ehemalige Eisenbahnstation), Loon Lake, Quill Hill (ehemalige Eisenbahnstation) und Saddleback.

### Klima
Die mittlere Durchschnittstemperatur in Dallas liegt zwischen −11,8 °C (11 °Fahrenheit) im Januar und 16,7 °C (62 °Fahrenheit) im Juli. Damit ist der Ort gegenüber dem langjährigen Mittel der USA um etwa 9 Grad kühler. Die Schneefälle zwischen Oktober und Mai liegen mit bis zu zweieinhalb Metern mehr als doppelt so hoch wie die mittlere Schneehöhe in den USA; die tägliche Sonnenscheindauer liegt am unteren Rand des Wertespektrums der USA.

## Geschichte
Als Plantation wurde das Gebiet 1845 als Plantations 2 and 3 in the first range and 2 and 3 in the second range of townships gegründet, dazu gehörten auch das Gebiet der Rangeley Plantation T3 R1 WBKP, das Gebiet der Sandy River Plantation T3 R1 WBKP und die Town Rangeley T3 R2 WBKP. Diese multiplen Plantations wurden 1859 zerschlagen. Das Gebiet wurde 1860 als Getchell Plantation und 1870 als Dallas Plantation reorganisiert. Die Gründung der Dallas Plantation fand am 5. März 1895 statt.
Durch das Ski-Gebiet am Saddleback Mountain erlebte Dallas in den letzten Jahren einen Aufschwung, der sich auch in den Einwohnerzahlen niederschlug.

### Einwohnerentwicklung
| Volkszählungsergebnisse – Plantation of Dallas, Maine | Volkszählungsergebnisse – Plantation of Dallas, Maine | Volkszählungsergebnisse – Plantation of Dallas, Maine | Volkszählungsergebnisse – Plantation of Dallas, Maine | Volkszählungsergebnisse – Plantation of Dallas, Maine | Volkszählungsergebnisse – Plantation of Dallas, Maine | Volkszählungsergebnisse – Plantation of Dallas, Maine | Volkszählungsergebnisse – Plantation of Dallas, Maine | Volkszählungsergebnisse – Plantation of Dallas, Maine | Volkszählungsergebnisse – Plantation of Dallas, Maine | Volkszählungsergebnisse – Plantation of Dallas, Maine |
| Jahr                                                  | 1800                                                  | 1810                                                  | 1820                                                  | 1830                                                  | 1840                                                  | 1850                                                  | 1860                                                  | 1870                                                  | 1880                                                  | 1890                                                  |
| ----------------------------------------------------- | ----------------------------------------------------- | ----------------------------------------------------- | ----------------------------------------------------- | ----------------------------------------------------- | ----------------------------------------------------- | ----------------------------------------------------- | ----------------------------------------------------- | ----------------------------------------------------- | ----------------------------------------------------- | ----------------------------------------------------- |
| Einwohner                                             |                                                       |                                                       |                                                       |                                                       |                                                       |                                                       |                                                       | 159                                                   | 145                                                   | 184                                                   |
| Jahr                                                  | 1900                                                  | 1910                                                  | 1920                                                  | 1930                                                  | 1940                                                  | 1950                                                  | 1960                                                  | 1970                                                  | 1980                                                  | 1990                                                  |
| Einwohner                                             | 172                                                   | 166                                                   | 365                                                   | 211                                                   | 123                                                   | 81                                                    | 77                                                    | 105                                                   | 146                                                   | 161                                                   |
| Jahr                                                  | 2000                                                  | 2010                                                  | 2020                                                  | 2030                                                  | 2040                                                  | 2050                                                  | 2060                                                  | 2070                                                  | 2080                                                  | 2090                                                  |
| Einwohner                                             | 250                                                   | 309                                                   | 304                                                   |                                                       |                                                       |                                                       |                                                       |                                                       |                                                       |                                                       |

## Kultur und Sehenswürdigkeiten

### Bauwerke
Die Upper Dallas School wurde 1990 unter Denkmalschutz gestellt und ins National Register of Historic Places aufgenommen.

## Wirtschaft und Infrastruktur

### Verkehr
Die Maine State  Route 16 verläuft in nordöstlicher Richtung und führt nach Eustis.

### Öffentliche Einrichtungen
In Dallas gibt es keine medizinischen Einrichtungen. Die nächstgelegenen befinden sich in Kingfield, Bingham und Rangeley.
Dallas besitzt keine eigene Bücherei. Die nächstgelegenen befinden sich in Stratton, Carrabassett Valley und Rangeley.

### Bildung
Dallas gehört mit Magalloway Plantation, Rangeley, Rangeley Plantation und Sandy River Plantation zur RSU 78, den Rangeley Lakes Regional Schools. In Rangeley stehen eine Elementary, Middle School und eine High School zur Verfügung.